# Eleições estaduais no Rio de Janeiro em 1998
As eleições estaduais no Rio de Janeiro em 1998 ocorreram em 4 de outubro de 1998 no estado do Rio de Janeiro, como parte das eleições gerais no Brasil. Nesta ocasião, foram realizadas eleições em todos os 26 estados brasileiros e no Distrito Federal. Os cidadãos aptos a votar elegeram o Presidente da República, o Governador e um Senador por estado, além de deputados estaduais e federais.
O processo eleitoral de 1998 foi marcado pela sucessão para o cargo ocupado pelo então governador Marcello Alencar, do PSDB, eleito em 1994, mas que desistiu de disputar a reeleição mesmo estando apto. Como nenhum dos candidatos a cargos no Executivo fluminense obtiveram mais da metade do votos válidos, um segundo turno foi realizado entre o ex-prefeito de Campos dos Goytacazes Anthony Garotinho, candidato do PDT, e o ex-prefeito do Rio de Janeiro Cesar Maia, candidato do PFL, ambos com origem política no brizolismo. Em 25 de outubro, Garotinho foi eleito governador com 57,98% dos votos válidos, contra 42,08% de Maia.
Na disputa por uma vaga no Senado Federal, o vitorioso foi o ex-prefeito Saturnino Braga (PSB) com 38,10% dos votos válidos. Em segundo lugar ficou o economista e então deputado federal Roberto Campos (PPB) com 33,07%, seguido pelo ex-governador Moreira Franco (PMDB), que obteve 14,78%. Saturnino foi eleito para a vaga então ocupada por Abdias do Nascimento (PDT), que assumiu o cargo em 1997 após a morte do titular Darcy Ribeiro.
Segundo a Constituição Federal, o Presidente e os Governadores são eleitos diretamente para um mandato de quatro anos. Esta foi a primeira eleição após a Emenda Constitucional nº 16, que instituiu a reeleição para um período de um mandato. Foi também a primeira eleição geral em que as urnas eletrônicas foram utilizadas.

## Regras

### Governador e Vice-governador
No geral, as regras para as eleições presidenciais também se aplicam às estaduais. Isto é, as eleições possuem dois turnos e se nenhum dos candidatos alcança maioria absoluta dos votos válidos, um segundo turno entre os dois mais votados acontece. 

### Senador
Conforme rodízio previsto para as eleições ao Senado, em 1998 foi disputada apenas uma vaga por estado com mandato de 8 anos. O candidato mais votado é eleito, não havendo segundo turno para as eleições legislativas.

## Candidatos

### Governador
| Imagem | Número | Nome                     | Candidato a vice                | Partido | Coligação                                               |
| ------ | ------ | ------------------------ | ------------------------------- | ------- | ------------------------------------------------------- |
|        | 70     | Alexandre Stoduto        | Licídio Pessanha (PTdoB)        | PTdoB   | Sem coligação                                           |
|        | 12     | Anthony Garotinho        | Benedita da Silva (PT)          | PDT     | Muda Rio (PDT, PT, PSB, PCdoB, PCB)                     |
|        | 25     | Cesar Maia               | Gilberto Ramos (PPB)            | PFL     | Governo de Verdade (PFL, PPB, PTB)                      |
|        | 16     | Cyro Garcia              | Carlos Alberto (PSTU)           | PSTU    | Sem coligação                                           |
|        | 43     | Dalva Lazaroni           | Alan Rocha (PV)                 | PV      | Sem coligação                                           |
|        | 28     | Fábio Tenório Cavalcanti | Luís Felipe Freitas (PSC)       | PRTB    | Frente Alternativa (PRTB, PTN, PRN, PRP, PGT, PAN, PSC) |
|        | 17     | Professor Veríssimo      | Francisco Carlos (PSL)          | PSL     | Sem coligação                                           |
|        | 56     | Lenine Madeira           | Elimar Máximo Damasceno (PRONA) | PRONA   | Sem coligação                                           |
|        | 23     | Lúcia Souto              | Augusto Leivas (PPS)            | PPS     | Frente Rio (PPS, PMN)                                   |
|        | 45     | Luiz Paulo               | Narriman Zito (PSDB)            | PSDB    | Rio Real (PSDB, PMDB, PL, PSD)                          |
|        | 18     | Maria Luisa Batista      | Campolim (PST)                  | PST     | Sem coligação                                           |
|        | 27     | Paulo Freitas            | José Mendes da Silva (PSDC)     | PSDC    | Sem coligação                                           |
|        | 31     | Philippe Guedon          | Antonio de Oliveira Costa (PSN) | PSN     | Sem coligação                                           |

### Senado Federal
| Imagem | Número | Nome              | Partido | Suplentes                                            | Coligação                              |
| ------ | ------ | ----------------- | ------- | ---------------------------------------------------- | -------------------------------------- |
|        | 56     | Antonio Sepúlveda | PRONA   | Paulo Roberto Carvalho (PRONA) Derli Azevedo (PRONA) | Sem coligação                          |
|        | 28     | Célia Amaral      | PRTB    | Sérgio Neves (PRTB) Diva Bittencourt (PRTB)          | Sem coligação                          |
|        | 36     | Daniel Tourinho   | PRN     | Ivone Brazil (PRN) Vera Lúcia (PRN)                  | Sem coligação                          |
|        | 19     | David Raw         | PTN     | n/d (PTN) n/d (PTN)                                  | Sem coligação                          |
|        | 23     | Denise Frossard   | PPS     | Oscar Noronha Filho (PPS) Joel Teodósio (PPS)        | Frente Rio (PPS, PMN)                  |
|        | 26     | Jalles Antunes    | PAN     | Antônio da Veiga (PAN) Joaci Lima (PAN)              | Sem coligação                          |
|        | 27     | Luiz Igrejas      | PSDC    | João de Lima (PSDC) Sandra Oliveira (PSDC)           | Sem coligação                          |
|        | 16     | Lúcia Pádua       | PSTU    | Telmo de Oliveira (PSTU) Gualberto Isaías (PSTU)     | Sem coligação                          |
|        | 20     | Oswaldo Cruz      | PSC     | Lincoln Azaro (PSC) Nisval de Magalhães (PSC)        | Sem coligação                          |
|        | 11     | Roberto Campos    | PPB     | Jaime Rotstein (PPB) José Calp Filho (PTB)           | Governo de Verdade (PFL, PPB, PTB)     |
|        | 44     | Rose Marinho      | PRP     | Clésio Barreto (PRP) Delise Carvalho (PRP)           | Sem coligação                          |
|        | 40     | Saturnino Braga   | PSB     | Carlos Lupi (PDT) Iara Vargas (PDT)                  | Muda Rio (PDT, PT, PSB, PCdoB, PCB)    |
|        | 70     | Vinícius Cordeiro | PTdoB   | Antônio Medeiros (PTdoB) Jorge da Cunha (PTdoB)      | Novo Século (PTdoB, PV, PSN, PSL, PST) |
|        | 15     | Moreira Franco    | PMDB    | Prof. Cândido Mendes (PSDB) Aldio Corrêa (PMDB)      | Rio Real (PSDB, PMDB, PL, PSD)         |

## Resultado da eleição para Governador

### Primeiro turno
| Candidatos a governador do estado | Candidatos a vice-governador  | Número | Coligação                                               | Votação   | Percentual |
| --------------------------------- | ----------------------------- | ------ | ------------------------------------------------------- | --------- | ---------- |
| Anthony Garotinho PDT             | Benedita da Silva PT          | 12     | Muda Rio (PDT, PT, PSB, PCdoB, PCB)                     | 3.083.441 | 46,86%     |
| Cesar Maia PFL                    | Gilberto Ramos PPB            | 25     | Governo de Verdade (PFL, PPB, PTB)                      | 2.256.815 | 34,30%     |
| Luiz Paulo da Rocha PSDB          | Narriman Zito PSDB            | 45     | Rio Real (PSDB, PMDB, PL, PSD)                          | 1.020.765 | 15,51%     |
| Lúcia Souto PPS                   | Augusto Leivas PPS            | 23     | Frente Rio (PPS, PMN)                                   | 74.154    | 1,13%      |
| Lenine Madeira PRONA              | Elimar Damasceno PRONA        | 56     | —                                                       | 63.154    | 0,96%      |
| Dalva Lazaroni PV                 | Alan Rocha PV                 | 43     | —                                                       | 27.266    | 0,41%      |
| Cyro Garcia PSTU                  | Carlos Alberto Araújo PSTU    | 16     | —                                                       | 18.756    | 0,28%      |
| Alexandre Stoduto PTdoB           | Licídio Pessanha PTdoB        | 70     | —                                                       | 11.283    | 0,17%      |
| Fábio Tenório Cavalcanti PRTB     | Luís Felipe Freitas PSC       | 28     | Frente Alternativa (PRTB, PSC, PAN, PGT, PRN, PRP, PTN) | 7.684     | 0,12%      |
| Philippe Guedon PSN               | Antonio de Oliveira Costa PSN | 31     | —                                                       | 5.128     | 0,08%      |
| Paulo Freitas PSDC                | José Mendes da Silva PSDC     | 27     | —                                                       | 4.515     | 0,07%      |
| Maria Luisa Batista PST           | Francisco Campolim PST        | 18     | —                                                       | 3.994     | 0,06%      |
| José Veríssimo Filho PSL          | Francisco Carlos PSL          | 17     | —                                                       | 3.507     | 0,05%      |

| Partido | Partido | Candidato                | Votos     | Votos (%) |
| ------- | ------- | ------------------------ | --------- | --------- |
|         | PDT     | Anthony Garotinho        | 3 083 441 | 46,86%    |
|         | PFL     | Cesar Maia               | 2 256 815 | 34,3%     |
|         | PSDB    | Luiz Paulo               | 1 020 765 | 15,51%    |
|         | PPS     | Lúcia Souto              | 74 154    | 1,13%     |
|         | PRONA   | Lenine Madeira           | 63 154    | 0,96%     |
|         | PV      | Dalva Lazaroni           | 27 266    | 0,41%     |
|         | PSTU    | Cyro Garcia              | 18 756    | 0,29%     |
|         | PTdoB   | Alexandre Stoduto        | 11 283    | 0,17%     |
|         | PRTB    | Fábio Tenório Cavalcanti | 7 684     | 0,12%     |
|         | PHS     | Philippe Guedon          | 5 128     | 0,08%     |
|         | PSDC    | Paulo Freitas            | 4 515     | 0,07%     |
|         | PST     | Maria Luisa Batista      | 3 994     | 0,06%     |
|         | PSL     | José Veríssimo Filho     | 3 507     | 0,05%     |
| Totais  | Totais  | Totais                   | 6 580 462 |           |

### Segundo turno
| Candidatos a governador do estado | Candidatos a vice-governador | Número | Coligação                           | Votação   | Percentual |
| --------------------------------- | ---------------------------- | ------ | ----------------------------------- | --------- | ---------- |
| Anthony Garotinho PDT             | Benedita da Silva PT         | 12     | Muda Rio (PDT, PT, PSB, PCdoB, PCB) | 4.259.344 | 57,98%     |
| Cesar Maia PFL                    | Gilberto Ramos PPB           | 25     | Governo de Verdade (PFL, PPB, PTB)  | 3.087.117 | 42,02%     |

| Partido | Partido | Candidato         | Votos     | Votos (%) |
| ------- | ------- | ----------------- | --------- | --------- |
|         | PDT     | Anthony Garotinho | 4 259 344 | 57,98%    |
|         | PFL     | Cesar Maia        | 3 087 117 | 42,02%    |
| Totais  | Totais  | Totais            | 7 346 461 |           |

## Resultado da eleição para Senador
| Candidatos a senador da República | Candidatos a suplente de senador                 | Número | Coligação                              | Votação   | Percentual |
| --------------------------------- | ------------------------------------------------ | ------ | -------------------------------------- | --------- | ---------- |
| Saturnino Braga PSB               | Carlos Lupi PDT Iara Vargas PDT                  | 40     | Muda Rio (PDT, PT, PSB, PCdoB, PCB)    | 2.349.372 | 38,10%     |
| Roberto Campos PPB                | Jaime Rotstein PPB José Calp Filho PTB           | 11     | Governo de Verdade (PFL, PPB, PTB)     | 2.039.179 | 33,07%     |
| Moreira Franco PMDB               | Cândido Mendes PSDB Aldio Corrêa PMDB            | 15     | Rio Real (PSDB, PMDB, PL, PSD)         | 911.579   | 14,78%     |
| Denise Frossard PPS               | Oscar Noronha Filho PPS Joel Teodósio PPS        | 23     | Frente Rio (PPS, PMN)                  | 635.415   | 10,30%     |
| Antônio Sepúlveda PRONA           | Paulo Roberto Carvalho PRONA Derli Azevedo PRONA | 56     | —                                      | 94.236    | 1,53%      |
| Vinícius Cordeiro PTdoB           | Antônio Medeiros PTdoB Jorge da Cunha PTdoB      | 70     | Novo Século (PTdoB, PV, PSN, PSL, PST) | 40.947    | 0,66%      |
| Lúcia Pádua PSTU                  | Telmo de Oliveira PSTU Gualberto Isaías PSTU     | 16     | —                                      | 18.954    | 0,31%      |
| Oswaldo Cruz PSC                  | Lincoln Azaro PSC Nisval de Magalhães PSC        | 20     | —                                      | 17.210    | 0,28%      |
| Rose Marinho PRP                  | Clésio Barreto PRP Delise Carvalho PRP           | 44     | —                                      | 16.295    | 0,26%      |
| Célia Amaral PRTB                 | Sérgio Neves PRTB Diva Bittencourt PRTB          | 28     | —                                      | 13.729    | 0,22%      |
| Daniel Tourinho PRN               | Ivone Brazil PRN Vera Lúcia PRN                  | 36     | —                                      | 8.899     | 0,14%      |
| Luiz Igrejas PSDC                 | João de Lima PSDC Sandra Oliveira PSDC           | 27     | —                                      | 8.175     | 0,13%      |
| David Raw PTN                     | - PTN - PTN                                      | 19     | —                                      | 6.952     | 0,11%      |
| Jalles Antunes PAN                | Antônio da Veiga PAN Joaci Lima PAN              | 26     | —                                      | 6.085     | 0,10%      |

| Partido | Partido | Candidato         | Votos     | Votos (%) |
| ------- | ------- | ----------------- | --------- | --------- |
|         | PSB     | Saturnino Braga   | 2 349 372 | 38,1%     |
|         | PPB     | Roberto Campos    | 2 039 179 | 33,07%    |
|         | PMDB    | Moreira Franco    | 911 579   | 14,78%    |
|         | PPS     | Denise Frossard   | 635 415   | 10,3%     |
|         | PRONA   | Antônio Sepúlveda | 94 236    | 1,53%     |
|         | PTdoB   | Vinícius Cordeiro | 40 947    | 0,66%     |
|         | PSTU    | Lúcia Pádua       | 18 954    | 0,31%     |
|         | PSC     | Oswaldo Cruz      | 17 210    | 0,28%     |
|         | PRP     | Rose Marinho      | 16 295    | 0,26%     |
|         | PRTB    | Célia Amaral      | 13 729    | 0,22%     |
|         | PRN     | Daniel Tourinho   | 8 899     | 0,14%     |
|         | PSDC    | Luiz Igrejas      | 8 175     | 0,13%     |
|         | PTN     | David Raw         | 6 952     | 0,11%     |
|         | PAN     | Jalles Antunes    | 6 085     | 0,1%      |
| Totais  | Totais  | Totais            | 6 167 027 |           |

## Deputados Federais Eleitos
Pelo Estado do Rio de Janeiro foram eleitos 46 deputados.

Representação eleita
  PSDB: 12
  PFL: 8
  PDT: 7
  PPB: 6
  PT: 4
  PSB: 3
  PTB: 2
  PCdoB: 1
  PV: 1
  PMDB: 2
  PSC: 1

Fonteː
| Candidato                   | Votos   | %     |
| --------------------------- | ------- | ----- |
| Miro Teixeira (PDT)         | 263.015 | 3,70% |
| Francisco Dornelles (PPB)   | 218.170 | 3,07% |
| Dr. Heleno (PSDB)           | 139.219 | 1,96% |
| Ronaldo Cezar Coelho (PSDB) | 131.607 | 1,85% |
| Eduardo Paes (PSDB)         | 117.164 | 1,65% |
| Jorge Bittar (PT)           | 113.579 | 1,60% |
| Eurico Miranda (PPB)        | 150.969 | 1,49% |
| Jandira Feghali (PCdoB)     | 105.307 | 1,48% |
| Alexandre Santos (PSDB)     | 103.768 | 1,46% |
| Jair Bolsonaro (PPB)        | 102.893 | 1,45% |
| Paulo Baltazar (PSB)        | 99.633  | 1,40% |
| Rodrigo Maia (PFL)          | 96.385  | 1,35% |
| Alexandre Cardoso (PSB)     | 95.364  | 1,34% |
| Almerinda de Carvalho (PFL) | 91.969  | 1,29% |
| Francisco Silva (PPB)       | 89.954  | 1,26% |
| Pastor Valdeci Silva (PSDB) | 87.303  | 1,23% |
| Laura Carneiro (PFL)        | 83.124  | 1,17% |
| João Sampaio (PDT)          | 80.489  | 1,13% |
| Jorge Wilson (PSB)          | 79.495  | 1,12% |
| Fernando Gonçalves (PTB)    | 79.153  | 1,11% |
| Bispo Rodrigues (PFL)       | 75.611  | 1,06% |
| Arolde de Oliveira (PFL)    | 72.883  | 1,02% |
| Paulo Feijó (PSDB)          | 72.215  | 1,01% |
| Simão Sessim (PPB)          | 70.629  | 0,99% |
| Roberto Jefferson (PTB)     | 61.599  | 0,87% |
| Coronel Garcia (PSDB)       | 59.171  | 0,83% |
| Aldir Cabral (PFL)          | 59.072  | 0,83% |
| Ayrton Xerez (PSDB)         | 59.024  | 0,83% |
| José Carlos Coutinho (PFL)  | 56.923  | 0,80% |
| Pastor Eber Silva (PDT)     | 53.828  | 0,76% |
| Carlos Santana (PT)         | 52.571  | 0,74% |
| Cornélio Ribeiro (PDT)      | 52.257  | 0,73% |
| Rubem Medina (PFL)          | 50.990  | 0,72% |
| Fernando Gabeira (PV)       | 48.836  | 0,69% |
| Luisinho (PSDB)             | 48.181  | 0,68% |
| Wanderley Martins (PDT)     | 46.431  | 0,65% |
| Iédio Rosa (PMDB)           | 45.282  | 0,64% |
| Mirian Reid (PDT)           | 43.939  | 0,62% |
| Márcio Fortes (PSDB)        | 43.253  | 0,61% |
| Milton Temer (PT)           | 41.991  | 0,59% |
| Mattos Nascimento (PSDB)    | 41.223  | 0,58% |
| Vivaldo Barbosa (PDT)       | 36.696  | 0,52% |
| Luiz Ribeiro (PSDB)         | 36.433  | 0,51% |
| João Mendes (PPB)           | 34.652  | 0,49% |
| Luiz Sérgio (PT)            | 27.517  | 0,39% |
| Dino Fernandes (PSC)        | 13.635  | 0,25% |

## Deputados Estaduais eleitos
No Rio de Janeiro foram eleitos setenta (70) deputados estaduais.

Representação eleita
  PSDB: 15
  PFL: 12
  PDT: 9
  PMDB: 9
  PT: 7
  PSB: 4
  PPB: 3
  PTdoB: 2
  PTB: 2
  PSC: 2
  PV: 1
  PRONA: 1
  PCdoB: 1
  PL: 1
  PPS: 1

Fonteː
| Número | Deputados estaduais eleitos | Partido | Votação | Percentual | Cidade onde nasceu      | Unidade federativa  |
| 45277  | Sérgio Cabral Filho         | PSDB    | 378.242 | 5,33%      | Rio de Janeiro          | Rio de Janeiro      |
| 12212  | Cidinha Campos              | PDT     | 80.433  | 1,13%      | São Paulo               | São Paulo           |
| 13113  | Chico Alencar               | PT      | 70.096  | 0,99%      | Rio de Janeiro          | Rio de Janeiro      |
| 45288  | Paulo Melo                  | PSDB    | 66.568  | 0,94%      | Saquarema               | Rio de Janeiro      |
| 12341  | Graça Matos                 | PDT     | 64.579  | 0,91%      | Mimoso do Sul           | Espírito Santo      |
| 45205  | Andréia Zito                | PSDB    | 59.820  | 0,84%      | Duque de Caxias         | Rio de Janeiro      |
| 45645  | Alice Tamborindeguy         | PSDB    | 56.380  | 0,79%      | Rio de Janeiro          | Rio de Janeiro      |
| 15999  | Pastor José Divino          | MDB     | 53.853  | 0,76%      | Rio Negro               | Mato Grosso do Sul  |
| 45210  | Roberto Dinamite            | PSDB    | 44.933  | 0,63%      | Duque de Caxias         | Rio de Janeiro      |
| 15159  | Jorge Picciani              | MDB     | 42.228  | 0,59%      | São Paulo               | São Paulo           |
| 15112  | Eraldo Macedo               | MDB     | 41.361  | 0,58%      |                         |                     |
| 25256  | Pedro Fernandes             | PFL     | 39.034  | 0,55%      | Jardim do Seridó        | Rio Grande do Norte |
| 12230  | Wolney Trindade             | PDT     | 38.631  | 0,54%      | Niterói                 | Rio de Janeiro      |
| 25007  | Armando José                | PFL     | 38.056  | 0,54%      |                         |                     |
| 25123  | Eider Dantas                | PFL     | 37.915  | 0,53%      | Natal                   | Rio Grande do Norte |
| 12232  | Albano Reis                 | PDT     | 36.584  | 0,52%      | Rio de Janeiro          | Rio de Janeiro      |
| 12280  | Noel de Carvalho            | PDT     | 36.128  | 0,51%      | Resende                 | Rio de Janeiro      |
| 11193  | Laprovita Vieira            | PPB     | 35.598  | 0,51%      | Vassouras               | Rio de Janeiro      |
| 14110  | Núbia Cozzolino             | PTB     | 35.111  | 0,49%      | Magé                    | Rio de Janeiro      |
| 11198  | Farid Abrão David           | PPB     | 34.370  | 0,48%      | Nilópolis               | Rio de Janeiro      |
| 25222  | Solange Amaral              | PFL     | 33.376  | 0,48%      | Rio de Janeiro          | Rio de Janeiro      |
| 25103  | Magaly Machado              | PFL     | 33.678  | 0,47%      | Duque de Caxias         | Rio de Janeiro      |
| 45123  | Washington Reis             | PSDB    | 33.026  | 0,47%      | Duque de Caxias         | Rio de Janeiro      |
| 14133  | Fábio Raunheitti            | PTB     | 32.213  | 0,45%      | Nova Iguaçu             | Rio de Janeiro      |
| 45150  | Claudeci da Ambulância      | PSDB    | 31.116  | 0,44%      | Campos dos Goytacazes   | Rio de Janeiro      |
| 15201  | Henry Charles               | MDB     | 31.072  | 0,44%      | Niterói                 | Rio de Janeiro      |
| 25777  | Pastor Mário Luiz           | PFL     | 30.851  | 0,43%      |                         |                     |
| 45190  | Nelson Gonçalves            | PSDB    | 30.659  | 0,43%      | Niterói                 | Rio de Janeiro      |
| 45120  | Aparecida Gama              | PSDB    | 30.198  | 0,43%      | Rio de Janeiro          | Rio de Janeiro      |
| 11144  | Ernani Boldrim              | PPB     | 29.193  | 0,41%      | Patrocínio do Muriaé    | Minas Gerais        |
| 15134  | Délio Cesar Leal            | MDB     | 28.728  | 0,40%      | Paracambi               | Rio de Janeiro      |
| 12239  | Geraldo Moreira             | PDT     | 28.240  | 0,40%      | São Francisco do Glória | Minas Gerais        |
| 15678  | Walney Rocha                | MDB     | 28.212  | 0,40%      | Nova Iguaçu             | Rio de Janeiro      |
| 15123  | André Luiz                  | MDB     | 27.416  | 0,39%      | Rio de Janeiro          | Rio de Janeiro      |
| 70101  | Domingos Brazão             | PTdoB   | 27.287  | 0,38%      | Rio de Janeiro          | Rio de Janeiro      |
| 13170  | Carlos Minc                 | PT      | 27.081  | 0,38%      | Rio de Janeiro          | Rio de Janeiro      |
| 25505  | Pedro Augusto               | PFL     | 26.868  | 0,38%      | Ribeirão Preto          | São Paulo           |
| 25633  | Graça Pereira               | PFL     | 26.264  | 0,37%      | Duque de Caxias         | Rio de Janeiro      |
| 45444  | Cory Pillar                 | PSDB    | 25.969  | 0,37%      | Campos dos Goytacazes   | Rio de Janeiro      |
| 11110  | Dr. Ismael de Souza         | PPB     | 25.637  | 0,36%      | Rio de Janeiro          | Rio de Janeiro      |
| 13132  | Hélio Luz                   | PT      | 24.170  | 0,36%      | Porto Alegre            | Rio Grande do Sul   |
| 15153  | Átila Nunes                 | MDB     | 24.134  | 0,34%      | Rio de Janeiro          | Rio de Janeiro      |
| 13231  | Tânia Rodrigues             | PT      | 24.093  | 0,34%      | Niterói                 | Rio de Janeiro      |
| 23132  | Paulo Pinheiro              | PPS     | 23.994  | 0,34%      | Rio de Janeiro          | Rio de Janeiro      |
| 45140  | Marquinho Mendes            | PSDB    | 23.445  | 0,33%      | Cabo Frio               | Rio de Janeiro      |
| 25093  | Alberto Brizola             | PFL     | 23.321  | 0,33%      | Triunfo                 | Rio Grande do Sul   |
| 40104  | Nilton Salomão              | PSB     | 23.063  | 0,32%      | Teresópolis             | Rio de Janeiro      |
| 12234  | Paulo Albernaz              | PDT     | 22.085  | 0,32%      | Campos dos Goytacazes   | Rio de Janeiro      |
| 20145  | Marco Figueiredo            | PSC     | 22.733  | 0,32%      | Rio de Janeiro          | Rio de Janeiro      |
| 45234  | Cosme Salles                | PSDB    | 22.067  | 0,31%      | São Gonçalo             | Rio de Janeiro      |
| 11111  | Sivuca                      | PPB     | 21.717  | 0,31%      | Valença                 | Rio de Janeiro      |
| 65123  | Edmilson Valentim           | PCdoB   | 21.692  | 0,31%      | Rio de Janeiro          | Rio de Janeiro      |
| 45211  | Sula                        | PSDB    | 21.666  | 0,30%      | Rio de Janeiro          | Rio de Janeiro      |
| 25115  | Dica                        | PFL     | 21.451  | 0,30%      | Duque de Caxias         | Rio de Janeiro      |
| 12300  | José Távora                 | PDT     | 21.429  | 0,30%      | Nova Iguaçu             | Rio de Janeiro      |
| 45133  | José Cláudio                | PSDB    | 20.991  | 0,30%      | Teresópolis             | Rio de Janeiro      |
| 25608  | Carlos Dias                 | PFL     | 20.806  | 0,29%      |                         |                     |
| 22222  | Saudade Braga               | PL      | 20.625  | 0,29%      | Natal                   | Rio Grande do Norte |
| 40140  | Jamil Haddad                | PSB     | 20.383  | 0,29%      | Rio de Janeiro          | Rio de Janeiro      |
| 12222  | Paulo Ramos                 | PDT     | 20.380  | 0,29%      | Rio de Janeiro          | Rio de Janeiro      |
| 15234  | Manuel Rosa Neca            | MDB     | 19.908  | 0,28%      | Nilópolis               | Rio de Janeiro      |
| 45123  | André Corrêa                | PSDB    | 19.562  | 0,28%      | Rio de Janeiro          | Rio de Janeiro      |
| 20230  | Uzias Mocotó                | PSC     | 19.522  | 0,27%      | Carangola               | Minas Gerais        |
| 13567  | André Ceciliano             | PT      | 19.122  | 0,27%      | Nilópolis               | Rio de Janeiro      |
| 13114  | Artur Messias               | PT      | 18.689  | 0,26%      | Rio de Janeiro          | Rio de Janeiro      |
| 40188  | Edson Albertassi            | PSB     | 18.469  | 0,26%      | Castelo                 | Espírito Santo      |
| 13313  | Cida Diogo                  | PT      | 16.521  | 0,23%      | Volta Redonda           | Rio de Janeiro      |
| 70123  | João Peixoto                | PTdoB   | 16.203  | 0,23%      | Campos dos Goytacazes   | Rio de Janeiro      |
| 56215  | Blandino Amaral             | PRONA   | 10.450  | 0,15%      | Rio de Janeiro          | Rio de Janeiro      |